# Église Saint-Jean-Baptiste de Saint-Jean-Port-Joli
Pour les articles homonymes, voir Église Saint-Jean-Baptiste.
L'église Saint-Jean-Baptiste est située à Saint-Jean-Port-Joli, au Québec. 

## Historique
La paroisse de Saint-Jean-Port-Joli est érigée canoniquement vers 1721. En 1738, une première chapelle est construite sur le domaine de la seigneurie Port-Joly. Mais 1756, le seigneur Pierre-Ignace Aubert de Gaspé cède un terrain pour la construction d'une église qui remplacera la chapelle alors trop exiguë.
En 1774, les paroissiens de Saint-Jean-Port-Joli envoient un plan à l'évêque de Québec, qui était alors Monseigneur Jean-Olivier Briand. Le plan choisi est finalement un compromis entre les idées des paroissiens et celle de Monseigneur Briand.
La construction de l'église actuelle commence en 1779 et se termine en 1781, elle possède alors une nef rectangulaire à laquelle deux chapelles sont greffées de chaque côté. Le tabernacle de l'ancienne chapelle, de Pierre-Noël Levasseur, est transporté dans l'église et on installe une lampe du sanctuaire fabriqué par François Ranvoyzé.
En 1794, la décoration intérieure commence et c'est Jean et Pierre-Florent Baillairgé qui réalise le retable durant 3 ans, ils s'inspirent alors de la chapelle des Jésuites de Québec. François Baillairgé sculpte le christ en croix et fabrique le tombeau du maître-autel. Trois toiles de Louis Dulongpré s'ajoute en 1798 et en 1799.
En 1815, l'église est prolongée vers l'avant, une sacristie de pierre remplace la sacristie de bois et les deux clochers sont construits. Peu après, les marguilliers engagent Chrysostôme Perrault qui poursuivra la décoration et qui fit entre autres la balustrade, la chaire, le banc d’œuvre, les tombeaux des autels latéraux et le chandelier pascal. Il fera, avec Amable Charron, l'ornementation de la voûte.
En 1845 et 1846, les galeries latérales sont ajoutées par François Fournier. En 1860 et 1861, les murs extérieurs sont recouverts d'un crépi pour imiter la pierre de taille.
En 1875, David Ouellet refait la sacristie et y ajoute une chapelle, il réalisera aussi les tabernacles latéraux quelques années plus tard.
En 1937, le toit est couvert de tôle à baguettes et Médard Bourgault et son frère, Jean-Julien Bourgault, réalise une chaire en bois, des statues et des statuettes.
En 1948, on retire le crépi et les niches des façades sont meublées par des sculptures réalisés par Médard Bourgault. En 1951, le toit, à la demande du curée, est repeint en vermillon. En 1960, le plancher est refait en béton et les dépouilles situées sous l'ancien plancher sont déménagées au cimetière sauf celles de six prêtres et de Philippe Aubert de Gaspé. En 1963, l'église est classée immeuble patrimonial.